# 바이퍼 (프로게이머)
바이퍼(본명: 박도현, 2000년 10월 19일 ~ )는 대한민국의 리그 오브 레전드 프로게이머로 아이디는 Viper이다. 포지션은 원거리 딜러이다. 현재 한화생명 e스포츠 소속이다.

## 선수 생활
2017년 11월 20일, 그리핀에 입단하면서 프로 커리어를 시작했다. 바이퍼는 2018 스프링 시즌 팀의 에이스로 활약하면서 팀의 챔피언스 승격에 기여했다. 승격 첫 시즌인 서머 시즌에서도 기세를 이어나갔고 팀의 포스트 시즌 진출을 넘어서 준우승에 기여했다.
2019 스프링 시즌에서도 좋은 모습을 보여주면서 팀의 준우승에 기여했다. 서머 시즌에도 좋은 모습을 이어나갔지만 팀은 다시 준우승을 거두었다. 2019 롤드컵에서는 팀의 8강 진출에 기여했다. 특히 2019년 10월 26일에 치러진 인빅투스 게이밍과의 조별리그 경기에서는 펜타킬을 기록했다. 8강전에서도 분전했으나 팀은 8강에서 탈락했다.
원 소속팀인 그리핀이 그리핀 사건에 연루되었지만 팀에 잔류했다. 2020 스프링 시즌에서는 팀의 에이스로 활약했다. 하지만 팀은 승강전을 통해 챌린저스로 강등당했다. 
2020 서머 시즌을 앞두고 한화생명 e스포츠로 이적했다. 하지만 한화생명에서는 좋지 못한 팀의 모습과 함께 무색무취한 플레이를 보여주었다.
2021시즌을 앞두고 에드워드 게이밍에 입단했다. 2021 스프링 시즌 에드워드 게이밍에서 엄청난 활약을 보여주면서 팀의 포스트 시즌 진출을 이끌었다. 시즌 종료 후 스프링 MVP에 선정되었다. 서머 시즌에서도 좋은 모습을 보여주면서 팀의 포스트시즌 진출에 기여했으며 팀의 서머 시즌 우승에 기여했다. 서머 시즌 종료 후 퍼스트팀에 선정되었다. 리그 오브 레전드 월드 챔피언십 2021에서는 로스터에 포함되면서 참가했다. 리그 오브 레전드 월드 챔피언십 2021에서는 로스터에 포함되면서 참가했다. 바이퍼는 팀의 주전 원딜러로 활동했으며 팀의 결승 진출에 공헌했다. 결승전에서도 좋은 모습을 보여주었으며 팀의 롤드컵 우승에 공헌했다.
2023시즌을 앞두고 한화생명 e스포츠에 입단했다.
2024시즌을 앞두고 한화생명 e스포츠와 재계약을 체결했다.
2025시즌을 앞두고 한화생명 e스포츠와 재계약을 체결했다.

## 소속팀
| # | 팀명             | 소속 기간               | 소속 리그 | 비고 |
| - | ---------------- | ----------------------- | --------- | ---- |
| 1 | 그리핀           | 2017.11.20 ~ 2020.05.18 | CK LCK    |      |
| 2 | 한화생명 e스포츠 | 2020.05.18 ~ 2020.11.17 | LCK       |      |
| 3 | 에드워드 게이밍  | 2020.12.16 ~ 2022.11.22 | LPL       |      |
| 4 | 한화생명 e스포츠 | 2022.11.22 ~            | LCK       |      |

## 수상 내역
- 리그 오브 레전드 챌린저스 코리아 스프링 2018 우승
- 리그 오브 레전드 챔피언스 코리아 서머 2018 준우승
- 2018 LoL KeSPA컵 우승
- 스무살우리 리그 오브 레전드 챔피언스 코리아 스프링 2019 준우승
- 리프트 라이벌즈 2019 우승
- 우리은행 리그 오브 레전드 챔피언스 코리아 서머 2019 준우승
- 리그 오브 레전드 프로리그 서머 2021 우승
- 리그 오브 레전드 월드 챔피언십 2021 우승
- e-스포츠 명예의 전당 히어로즈
- 리그 오브 레전드 시즌 킥오프 2023 준우승